# Giuseppe Satriano
Giuseppe Satriano (Brindisi, 8 de setembro de 1960) é um arcebispo católico italiano, desde 29 de outubro de 2020 arcebispo metropolitano de Bari-Bitonto.

## Biografia
Nasceu em Brindisi, capital da província e sede do arcebispo, em 8 de setembro de 1960.

### Formação sacerdotal e ministério
Após o diploma do ensino médio científico, ingressou no seminário regional de Molfetta.
Em 19 de abril de 1984 foi ordenado diácono pelo arcebispo de Brindisi-Ostuni Settimio Todisco, que também o ordenou sacerdote em 28 de setembro de 1985.
Tendo regressado à Itália após três anos de missão fidei donum em Laisamis, na diocese de Marsabit, no Quênia, em 2001 foi nomeado reitor do seminário diocesano, cargo que ocupou até 2003, quando foi nomeado vigário geral da arquidiocese de Brindisi-Ostuni e vigário episcopal para o clero e a vida consagrada.
Em 2005 obteve o bacharelado e depois em 2012, na Pontifícia Universidade Regina Apostolorum de Roma, obteve a licença em bioética.

### Ministério episcopal

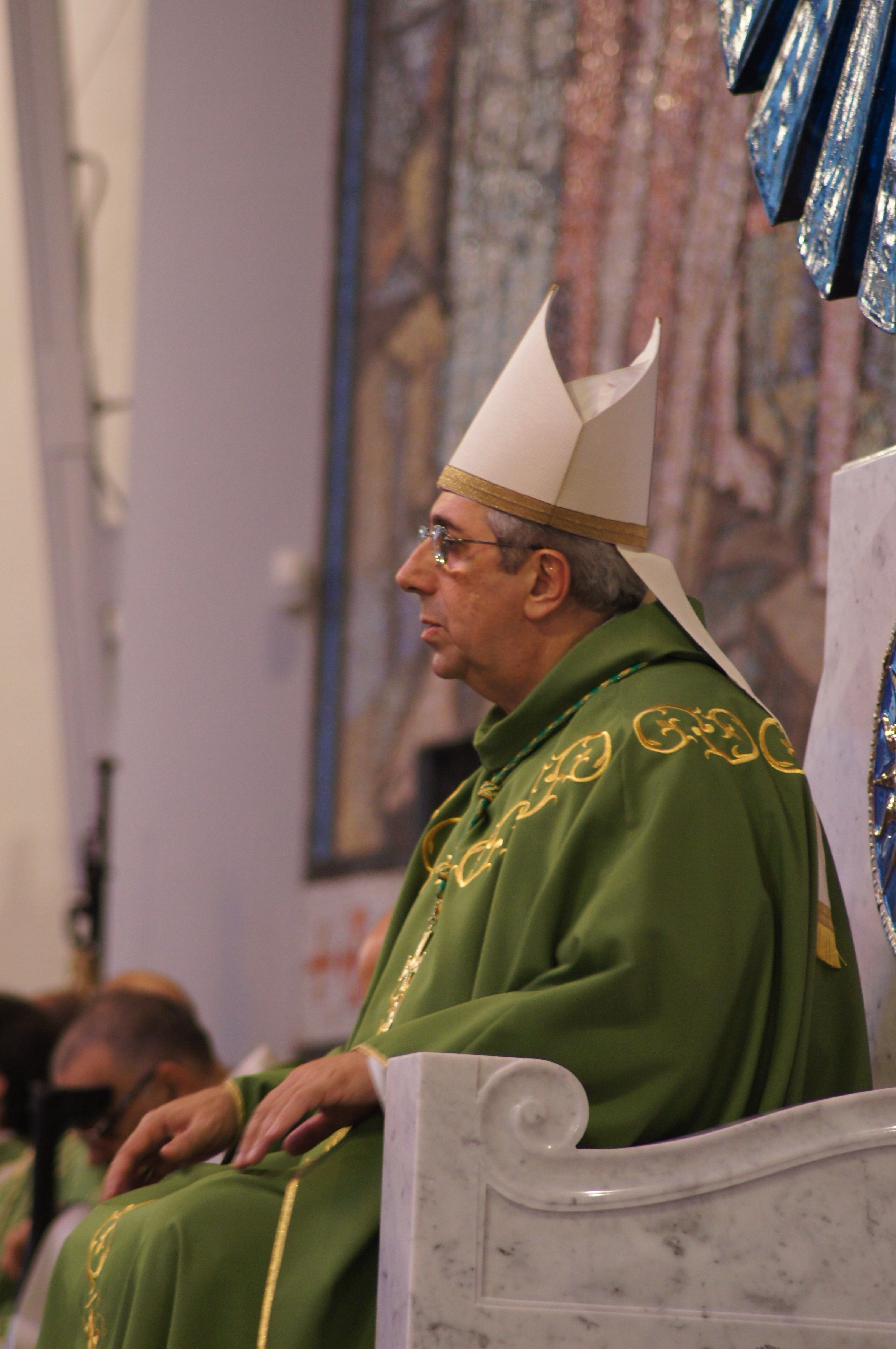
Mons. Satriano em 2018.

Em 15 de julho de 2014, o Papa Francisco nomeou-o arcebispo de Rossano-Cariati; ele sucedeu Santo Marcianò, anteriormente nomeado ordinário militar na Itália. No dia 3 de outubro seguinte recebeu a ordenação episcopal, na catedral de Brindisi, do cardeal Salvatore De Giorgi, arcebispo emérito de Palermo, dos co-consagradores Domenico Caliandro e Rocco Talucci, respectivamente arcebispo e arcebispo emérito de Brindisi-Ostuni. Em 26 de outubro de 2014 tomou posse canônica da arquidiocese.
No dia 9 de janeiro de 2016 regressou a Laisamis para consagrar uma igreja construída com fundos angariados cinco anos antes na arquidiocese de Brindisi.
Em 29 de outubro de 2020, o Papa Francisco nomeou-o arcebispo metropolitano de Bari-Bitonto; ele sucedeu Francesco Cacucci, que renunciou após atingir o limite de idade. Em 25 de janeiro de 2021 tomou posse da arquidiocese.
Permanece administrador apostólico de Rossano-Cariati de 21 de dezembro de 2020 a 12 de junho de 2021, dia da entrada de seu sucessor Maurizio Aloise.
No dia 26 de maio de 2021, a Conferência Episcopal Italiana, reunida em Assembleia Geral, elegeu-o presidente da Comissão Episcopal para a Evangelização dos Povos e a Cooperação entre as Igrejas.
No dia 29 de junho do mesmo ano, na Basílica de São Pedro, no Vaticano, recebeu do Papa o pálio, que lhe foi imposto no dia 12 de setembro seguinte pelo núncio apostólico na Itália, Emil Paul Tscherrig.
Em 6 de junho de 2023 foi eleito presidente da Conferência Episcopal da Apúlia.
Giuseppe Satriano é Grão-Oficial da Ordem Equestre do Santo Sepulcro de Jerusalém e, desde 2021, Grão-Prior da Tenência Italiana Meridionale Adriatica.

## Ordenações

### Ordenações episcopais
Foi o principal sagrante dos seguintes bispos:
- Vito Piccinonna (2023)

E foi consagrante de:
- Maurizio Aloise (2021)